# Infrared Data Association

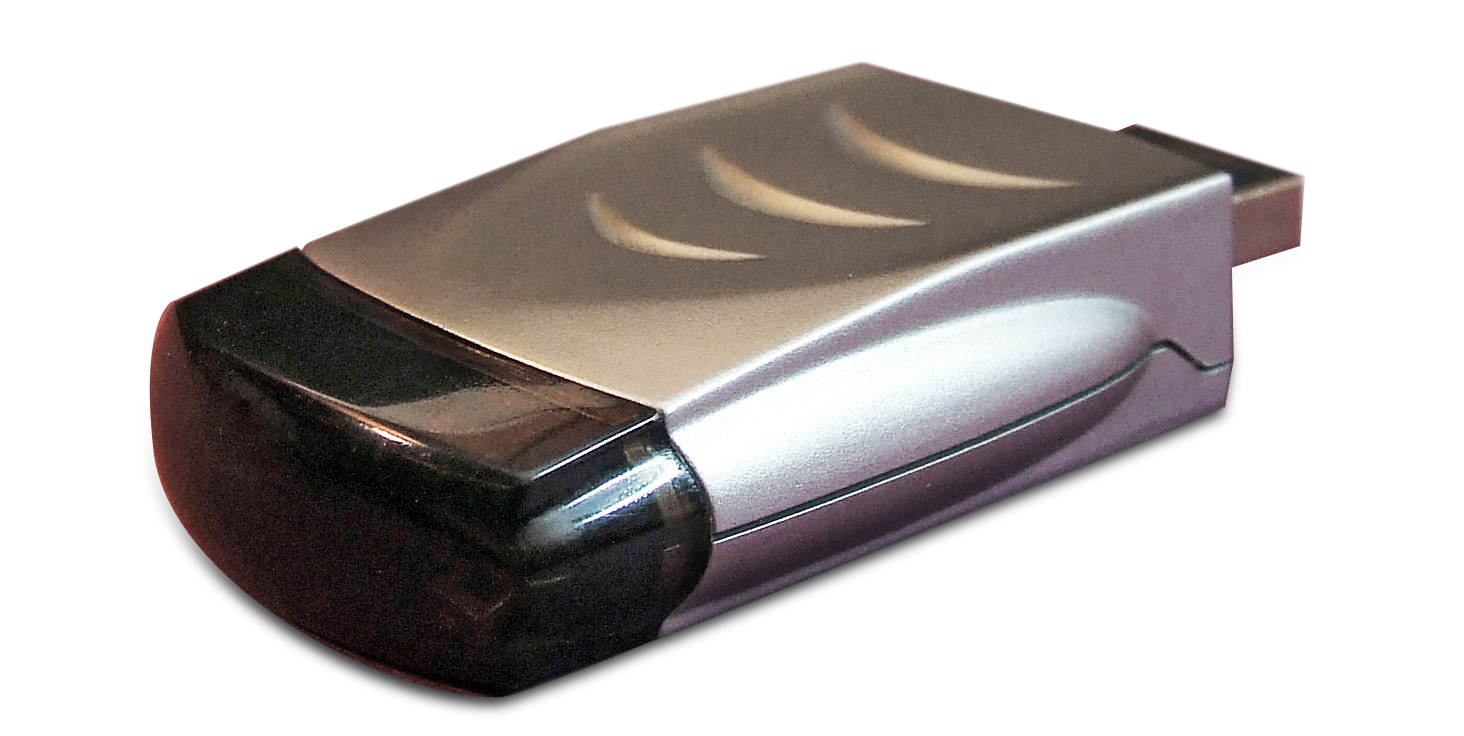
USB-Infrarotport für PC

In der Infrared Data Association (IrDA) haben sich 1993 circa 50 Unternehmen zusammengeschlossen, um ein Forum für die Diskussion und Standardisierung von Infrarottransceivern und Protokollspezifikationen zu etablieren. Mitglieder waren unter anderem HP, IBM und Microsoft.
IrDA spezifizierte Standards für die optische drahtlose, bidirektionale Punkt-zu-Punkt Datenübertragung mittels infrarotem Licht (850 – 900 nm). Dabei stand die Übertragung im Nahbereich bei Reichweiten von kleiner 1 m und einer Line-of-Sight (LOS) Verbindung im Vordergrund. Angewendet wurde IrDA beispielsweise im Bereich Personal Area Network (PAN). Größere Verbreitung fand IrDA in den späten 1990er Jahren bei Laptops, Mobiltelefonen oder PDAs, den Vorgängern der heutigen Smartphones. Seit der massenhaften Verbreitung des Funkstandards Bluetooth Low Energy, vor allem in allen heutigen Smartphones, Tablets und PCs wurde IrDA komplett von BLE verdrängt. Vorteile des IrDA-Standards waren der damals vergleichsweise hohe Datendurchsatz, der Entfall teurer und aufwendiger Funkzertifizierungen, die hohe Abhörsicherheit auf Grund der geringen maximalen Reichweite, der niedrige Energieverbrauch pro übertragenem Byte oder die hohe Zuverlässigkeit wegen der niedrigen Bitfehlerraten (BER). Nachteile ergeben sich vor allem aus der Notwendigkeit einer Sichtverbindung zwischen den beiden Endpunkten. Wichtige Applikation-Layer sind IrCOMM, IrOBEX, IrSimple, IrFM oder IrLAN.
IrDA wurde 2018 aus dem Linux-Kernel entfernt und kann daher seit Kernelversion 4.17 nicht mehr unter diesem Betriebssystem verwendet werden, auch wenn in der Hardware diese Schnittstelle verbaut ist.
Fernbedienungen im Bereich der Konsumelektronik wie bei Fernsehgeräten arbeiten üblicherweise ebenfalls mit Infrarotdatenübertragungen. Deren proprietäre Protokolle wie RC-5 unterscheiden sich jedoch vom IrDA-Protokoll.

## Geschichte
Als sich die Infrarot-Technik immer mehr verbreitete, wuchs das Interesse, unterschiedliche, vom Hersteller unabhängige Geräte miteinander per Infrarot kommunizieren zu lassen. Um diesen Wunsch zu verwirklichen, schlossen sich im August 1993 circa 50 Unternehmen (darunter Hewlett-Packard, IBM, Digital) zusammen und gründeten die Infrared Data Association (IrDA). Ziel war es, ein einheitliches Protokoll für die Datenübertragung per Infrarot zu schaffen. Damit sollte es möglich sein, beispielsweise einen Drucker von Hewlett-Packard mit einem Rechner von IBM mittels Infrarot kommunizieren zu lassen. Hewlett-Packard war einer der Vorreiter bei der Entwicklung der infraroten Datenübertragung. Aus diesem Grund wird heute noch die Bezeichnung HPSIR (HP-Serial-Infrared) für IrDA 1.0 verwendet.

### Übersicht

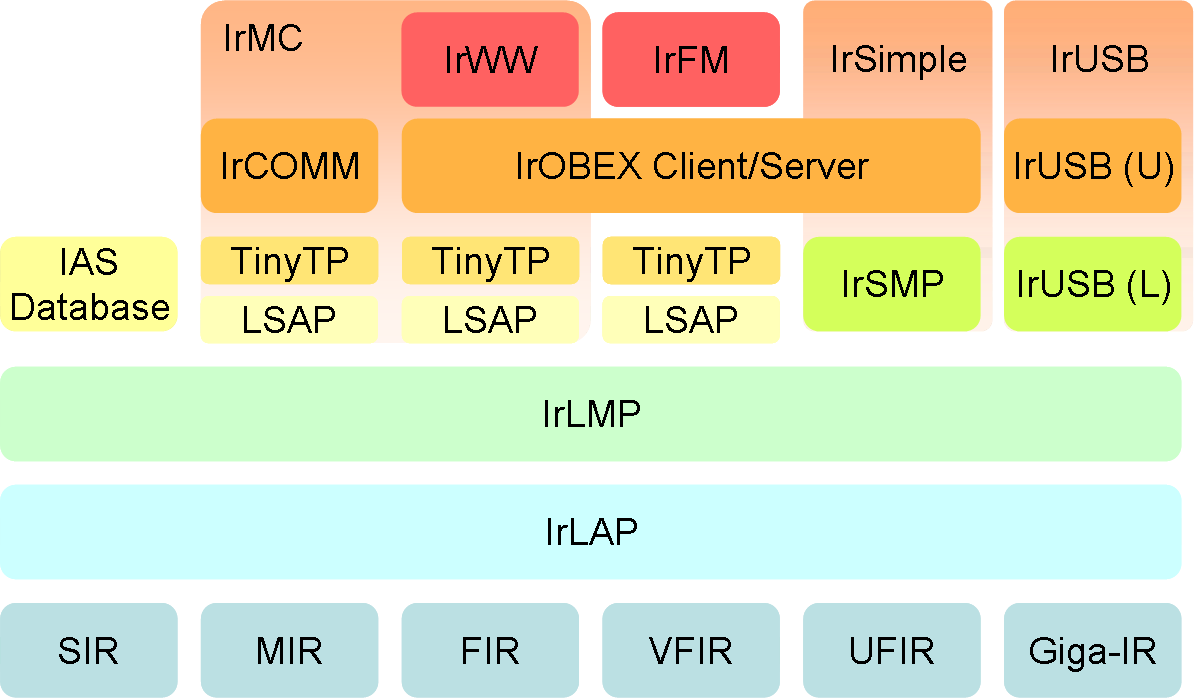
IrDA Protokollstack

## Spezifikationen

### IrPHY
Im IrPHY-Layer werden sowohl Modulator bzw. Codierer als auch Framer spezifiziert. Die wichtigsten Eigenschaften sind:
- Reichweite: Standard: 1 m; Low-Power: 0,2 m; Standard zu Low-Power: 0,3 m
- Öffnungswinkel: ±15°
- Datenraten: 2,4 kbit/s bis 1 Gbit/s
- Modulation: keine (Basisband)
- Wellenlänge: 850 – 900 nm

Für unterschiedliche Datenraten gibt es unterschiedliche Codierer und Framer.

#### SIR (Serial Infrared)
mit 9,6 bis 115,2 kbit/s (analog zu UART-Datenraten)
- analog zu UART-Datenraten, RZI, 3/16-Pulse
- Die Datenrate von 2,4 kbit/s ist optional und wird nur sehr selten implementiert.
- Für den Discovery-Prozess und den Verbindungsaufbau wird 9,6 kbit/s verwendet. Nach dem Aushandeln der entsprechenden Verbindungsparameter wird auf die Zieldatenrate umgeschaltet.
- 16-Bit CRC-CCIT

#### MIR (Medium Infrared)
mit 0,576 Mbit/s und 1,152 Mbit/s
- RZI, 1/4-Pulse, HDLC-Bit-Stuffing
- 16-Bit CRC-CCIT

#### FIR (Fast Infrared)
mit 4 Mbit/s
- 4 Pulse Position Modulation (4PPM)
- 32-Bit CRC (IEEE 802)
- maximale Framegröße: 2 kB

#### VFIR (Very Fast Infrared)
mit 16 Mbit/s
- Non Return to Zero Inverted (NRZI), HHH(1,13), benannt nach Hirt, Hassner und Heise, den Entwicklern
- 32-Bit CRC (IEEE 802)
- maximale Framegröße: 2 kB

#### UFIR (Ultra Fast Infrared)
mit 96 Mbit/s
- NRZI, 8b/10b-Code
- 32-Bit CRC (IEEE 802)
- maximale Framegröße: 32 kB

#### Giga-IR
mit 512 Mbit/s und 1 Gbit/s
- 2-ASK: 8b/10b-Code, 512 Mbit/s, 1 Gbit/s, NRZI
- 4-ASK: modifizierter 8b/10b-Code, 1 Gbit/s, NRZI
- 32-Bit CRC (IEEE 802)
- maximale Framegröße: 64 kB

### IrLAP
IrLAP (Infrared Link Access Protocol) stellt eine zuverlässige Übertragung von Daten sicher.
- Zugriffskontrolle auf dem Infrarotkanal
- Ermitteln von Kommunikationspartner
- Bereitstellen einer zuverlässigen VollDuplex-Verbindung
- Aushandelung der Rollenverteilung (Primary-Secondary)

### IrLMP
IrLMP (Infrared Link Management Protocol) stellt mehrere logische Kanäle auf einer physikalischen Verbindung zur Verfügung.
- Bereitstellung von mehreren logischen Verbindungen
- Verhüllung der Rollenverteilung
- regelt den Datenaustausch für parallellaufende Anwendungen

### IrCOMM
Mit IrCOMM werden serielle und parallele Schnittstellen emuliert. Es sind insgesamt vier verschiedene Modi definiert. Das sind 3-Wire-Raw, 3-Wire, 9-Wire und Centronics. Das oftmals bekannte IrLPT basiert auf 3-Wire-Raw. Für die Übertragung von Daten und Kontrollinformationen werden in IrCOMM zwei virtuelle Kanäle verwendet.
3-Wire-RawDiese Minimalvariante unterstützt nur einen Datenkanal und hat keinen separaten Steuerkanal. Zur Flusskontrolle wird IrLAP verwendet. Diese Schnittstelle kann sowohl am seriellen als auch am parallelen Port verwendet werden. Es wird kein Datenformat übertragen.
3-WireDiese Variante besitzt einen eigenen Steuerkanal und kann daher eine eigene Flusskontrolle über TinyTP verwenden. Daher sind mehrere virtuelle Verbindungen möglich. Diese Schnittstelle kann sowohl am seriellen als auch am parallelen Port verwendet werden.
9-WireDieses ist die Standardvariante zur Emulation der seriellen Schnittstelle. Die Flusskontrolle wird über TinyTP durchgeführt. Eine separate Steuerleitung überträgt Information über das Datenformat, weitere Steuerdaten wie für eigene Sende- und Empfangsdaten, Request To Send, Clear To Send usw. werden ebenfalls entsprechend dem Standard für die serielle Schnittstelle übertragen.
CentronicsDieses ist die Standardvariante zur Emulation der parallelen Schnittstelle. Centronics ist ein Industriestandard, der sich mittlerweile für parallele Schnittstellen allgemein durchgesetzt hat.
Die im Microsoft Windows verwendete virtuelle COM-Schnittstelle (z. B. verfügbar über HyperTerminal) nutzt den 3-Wire-Mode. Um IrDA über die virtuelle COM-Schnittstelle auf Microsoft-Windows-Systemen seit Windows 2000 zu nutzen, ist IrCOMM2k notwendig.

### IrOBEX
Mit IrOBEX (kurz OBEX für OBject EXchange) ist ein plattformunabhängiger Austausch von verschiedenen Objekten möglich. Objekte sind zum Beispiel Telefon-, Kalender- und Adresseinträge sowie Bilder, Musikdateien und viele andere mehr. IrOBEX arbeitet im klassischen Client-Server-Modell. Es enthält rudimentäre Sessionverwaltung sowie die „PUT“- und „GET“-Methoden zur Datenübertragung. Somit ist das OBEX-Protokoll entfernt vergleichbar mit dem File Transfer Protocol. IrOBEX wurde von Bluetooth übernommen und ist dort als OBEX-Profil eingeführt. Nach OSI-Modell gehört es zur Sitzungsschicht (Schicht 5) und ist somit transparent zu der tatsächlichen Kommunikationsmethode.
Die aktuelle IrOBEX-Version ist 1.5.

### IrSimple/IrSimpleShot
IrSimple wurde im Jahr 2005 eingeführt und stellt eine zusätzliche Beschleunigung des bekannten IrDA-Protokollstacks dar. Es wurde ein beschleunigter Discovery-Prozess eingeführt. Außerdem wurde der Verbindungsaufbau und die eigentliche Datenübertragung weiter optimiert. IrSimple ist als bidirektionale und unidirektionale Übertragung standardisiert. Anwendungsgebiete sind zum Beispiel das schnelle Übertragen von Fotos an ein Anzeigegerät wie einem Fernseher. Geräte mit implementiertem IrSimple-Protokoll sind zum Beispiel Kameras. Es gibt auch IrSimple-fähige USB-Adapter mit Datenraten von bis zu 16 Mbit/s (VFIR).

### IrMC
Infrared Mobile Communications (IrMC 1.1) beschreibt und standardisiert den allgemeinen Ablauf für die Synchronisierung von mobilen Endgeräten wie Handys, Kameras oder Tablets. Typische Handydaten wie Adressen, Telefonnummern, Terminen oder Bilder können damit zwischen Geräten verschiedenster Hersteller ausgetauscht werden. Dazu verwendet es tieferliegende Dienste wie IrOBEX oder IrCOMM und gibt vor wie diese zu verwenden sind. Die Anwendung dieses Standards beschränkt sich nicht nur auf die reine Infrarotkommunikation, sondern auch auf verschiedene andere Übertragungswege wie Bluetooth oder USB.

## Anwendungen

### Consumer-Bereich

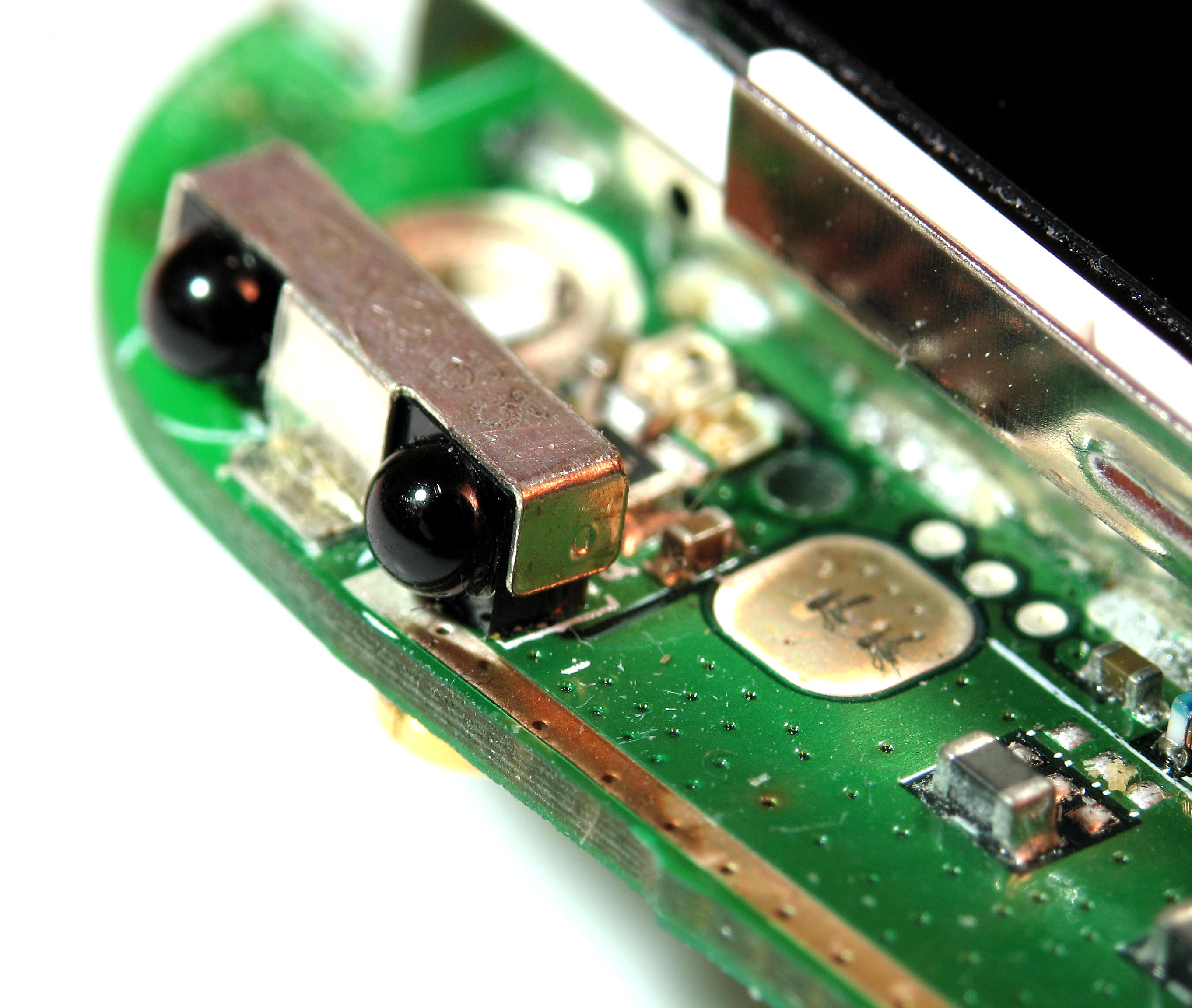
Nahaufnahme eines IrDA-Transceivers auf einer Leiterplatte

- Drucker
- Kameras
- Mobiltelefone
- Multifunktionsuhren
- PDAs

### Industrie
- Datenlogger
- Wartung von Bordcomputern/Industrie-PCs

### Medizintechnik
- Telemedizinische Geräte

## IrDA-Hardware
Infrarotports für den PC gibt es mit verschiedenen Anschlüssen:

### Serielle Schnittstelle (RS-232)
Infrarotports mit Anschluss an der seriellen Schnittstelle (RS-232) eines PCs sind auf Grund deren Maximalgeschwindigkeit nur mit SIR-Mode erhältlich.

### Motherboard-Infrarot-Anschluss
Infrarotports können auch direkt am PC-Motherboard angeschlossen werden. Oft wird vom BIOS der Chipsatz angewiesen, statt einer seriellen Schnittstelle den Infrarotport-Anschluss zu bedienen. Hierdurch ist nur SIR möglich. Nur wenige Motherboards bieten eine höhere Geschwindigkeit.

### USB
Infrarot-Adapter für den USB-Anschluss gibt es in Geschwindigkeiten von SIR, MIR, FIR und VFIR. Viele FIR-Infrarot-Adapter unterstützen nur den SIR- und FIR-Mode. Der MIR-Mode wird seltener unterstützt. Seit etwa 2007 wird der Markt mit Fälschungen überschwemmt, die bestenfalls in der Lage sind 115,2 kbit pro Sekunde zu übertragen.
Die meisten Hersteller von USB-nach-IrDA-Chipsätzen bieten auch eine Version an, die nur SIR beherrscht:
| Hersteller    | Chipsatz           | Geschwindigkeit     | Besonderheiten                                            |
| ------------- | ------------------ | ------------------- | --------------------------------------------------------- |
| SigmaTel      | STIr4200           | SIR, MIR, FIR       | nur Windows-Treiber verfügbar, wird nicht mehr produziert |
| SigmaTel      | STIr4116           | SIR                 | Treiber für Mac OS, Linux und Windows verfügbar           |
| SigmaTel      | STIr4210           | SIR, MIR, FIR       | Treiber für Mac OS, Linux und Windows verfügbar           |
| SigmaTel      | STIr4220           | SIR, MIR, FIR, VFIR | Treiber für Mac OS, Linux und Windows verfügbar           |
| KC Technology | IRXpress KC82 C180 | SIR, MIR, FIR       | nur Windows-Treiber verfügbar, wird nicht mehr produziert |
| MosChip       | MCS7784            | SIR                 | kompatibel zu Uhren von Polar Electro                     |
| MosChip       | MCS7780            | SIR, MIR, FIR       |                                                           |
| MosChip       | MCS7781            | SIR, MIR, FIR       |                                                           |

### Fest eingebaute Infrarotports
Fest eingebaute Infrarotports in Geräten sind oft FIR-Infrarotports, denn zum Beispiel in Laptops sind diese über einen eigenen Chip angebunden, der die schnellere Übertragung unterstützt. Bei anderen Geräten mit fest eingebautem Infrarotport (z. B. Mobiltelefone oder PDA) kann auch ein SIR-Infrarotport eingebaut sein.